# صحنه جرم (مجموعه تلویزیونی)
صحنهٔ جرم (آلمانی: Tatort؛ تات‌اُرت؛ همچنین صحنهٔ جنایت) یک مجموعه تلویزیونی پلیسی آلمانی است که از سال ۱۹۷۰ تاکنون به‌طور مداوم با حدود ۳۰ قسمت بلند در سال پخش می‌شود که آن را به طولانی‌ترین درام تلویزیونی آلمان تبدیل می‌کند. این برنامه توسط آ. اِر. دِ، سازمان پخش رسانه عمومی آلمان، برای کانال آن‌ها دَس اِرسته (شبکه یک) توسعه یافته‌است و در رویکرد خود منحصر به فرد است، زیرا به صورت مشترک توسط تمام اعضای منطقه‌ای سازمان و همچنین پخش‌کنندگان خدمات عمومی اتریشی و سوئیسی تولید می‌شود؛ به موجب آن هر ایستگاه منطقه‌ای تعدادی اپیزود را تولید و نتیجه روی‌هم‌گذاشته‌شده ارائه داده می‌شود.
صحنهٔ جرم مجموعه‌ای از داستان‌های مختلف پلیسی است که در آن تیم‌های مختلف پلیس هر کدام جنایات شهر خود را حل می‌کنند. منحصربه‌فرد بودن در معماری، آداب و رسوم و گویش‌های شهرهای بخش مشخصی از سریال است و اغلب شهر، نه نیروی پلیس، شخصیت اصلی یک قسمت است. مفهوم ایستگاه‌های محلی که تنها چند برنامه در سال تولید می‌کنند همچنین باعث می‌شود که نمایش‌ها طولانی‌تر (۹۰ دقیقه) و از نظر روان‌شناختی شناخته‌شده‌تر از سایر درام‌های تلویزیونی هفتگی باشند.
اولین قسمت در ۲۹ نوامبر ۱۹۷۰ پخش شد. قسمت‌ها از کانال اصلی دَس اِرسته در ساعت ۸:۱۵ بعدازظهر (درست پس از اخبار تاگس‌شاو ساعت ۸) تقریباً سه بار در ماه پخش می‌شوند. تکرارها اغلب توسط ایستگاه‌های مختلف منطقه‌ای و در پخش‌کننده‌های خارجی نمایش داده می‌شود. در کنار ایستگاه‌های عضو آ. اِر. دِ، شرکت پخش ملی اتریش در سال ۱۹۷۱ به گروه تولید ملحق شد و برنامه را در کانال دوم خود پخش کرد. شوایزر فرنسهن از سوئیس از سال ۱۹۹۰ تا ۲۰۰۱ و دوباره در سال ۲۰۱۱ به این مشارکت پیوست و قسمت‌های خود را از طریق کانال یک می‌کند.
سریال تماس با پلیس ۱۱۰ که توسط پخش‌کننده تلویزیون دولتی آلمان شرقی به عنوان همتای صحنهٔ جنایت آلمان غربی تولید شد و رویکرد تولید منطقه‌ای مشابهی دارد، همچنان توسط پخش‌کننده‌های منطقه‌ای میتل‌دویچر روندفونک، روندفونک برلین-برندنبورگ، نورددویچر روندفونک و بایریشر روندفونک) تولید می‌شود.
گونتر ویت، نمایشنامه‌نویس و رئیس تلویزیون وست‌دویچر روندفونک (کلن رادیو تلویزیون آلمان غربی)، این مجموعه را در برابر مقاومت اولیه ساخت. ویت و جانشینان او اطمینان حاصل کرده‌اند که یک یا دو کارآگاه در مرکز هر داستان هستند و موارد از دیدگاه آنها نشان داده می‌شود. آنها معمولاً اعضای یک تیم هستند و زندگی آنها نیز شامل می‌شود.
در ژانویه ۲۰۰۸ مجموعه‌ای از درام‌های رادیویی مشابه تولید شده معرفی شدند، قسمت‌های جدید هر ماه در زمان‌های مختلف توسط ایستگاه‌های رادیویی منطقه پخش می‌شود.
در سال ۲۰۱۲، بیش از ۱۰۰٬۰۰۰ نفر در اولین و تنها بازی آنلاین مرتبط با صحنهٔ جرم با عنوان «جنگل تاریک و ساکت است» شرکت کردند.
در ژانویه ۲۰۱۴، تاتورت پنجاهمین جایزه گریمه خود را دریافت کرد.
بیش از ۱۱۰۰ قسمت از این سریال از نوامبر ۱۹۷۰ تا آغاز ژانویه ۲۰۲۰ وجود داشته‌است اینها محصول ده‌ها پخش‌کننده بوده‌است که در اطراف محققین اصلی مختلف قرار دارند. در حالی که برخی (حدود ۳۰) تنها یک یا دو بار حضور داشته‌اند، تعدادی از محققین در چندین قسمت حضور داشته‌اند. ۲۲ رشته تحقیقاتی فعلی وجود دارد، و سه موضوع بیش از ۷۰ قسمت بوده‌است.